# Megalobulimus amandus
Megalobulimus amandus é uma espécie de caracol, um molusco gastrópode terrestre da família Strophocheilidae. A espécie é endêmica do Brasil e foi descrita com base em conchas coletadas em área de Caatinga no estado da Bahia.

## Taxonomia e nomenclatura
A espécie foi descrita em 2012, a partir de conchas depositadas no acervo do Museu de Zoologia da Universidade de São Paulo. O nome específico amandus provém do tupi amanda ou amana, que significa "chuva" ou "relacionado à chuva", em referência ao formato da concha, semelhante ao de uma gota d’água.
Segundo a descrição original da espécie, M. amandus parece pertencer ao ''Complexo Megalobulimus oblongus". Esse chamado complexo, como definido originalmente em 1998, abarca espécies com perióstraco que se descasca com animal ainda vivo (descíduo), perístoma avermelhado, superfícia da concha com escultura longitudinal forte, e protoconcha com superfície apresentando também escultura longitudinal composta de ondulações e cordas bem demarcadas.

## Descrição
A concha de Megalobulimus amandus é ovalada, com paredes grossas e ápice pontudo. Mede até 80 mm de comprimento e 50 mm de largura, com até 5½ voltas. A coloração externa é bege esbranquiçada uniforme em indivíduos sem perióstraco preservado, com perístoma de cor-de-rosa claro a vermelho; naqueles cujo perióstraco ainda resta, a superfície da concha é mais ou menos brilhosa, e há uma mistura faixas longitudinais marrons claras e escuras. A escultura superficial da parte adulta da concha apresenta estrias de crescimento longitudinais, além de maleações na parte mais próxima da abertura. A abertura tem formato de elipse, e sua largura e altura correspondem aproximadamente à metade da largura e altura da concha inteira.
A protoconcha tem cerca de 3 voltas, sendo a primeira lisa, e as demais apresentando escultura superficial composta por finas estrias longitudinais que se estendem de sutura a sutura.
A anatomia do animal não é conhecida, pois nenhum dos espécimes examinados quando da descrição original da espécie incluía partes moles preservadas.

## Distribuição
Megalobulimus amandus é conhecida apenas de sua localidade-tipo, no município de Santa Maria da Vitória, estado da Bahia, Brasil, local inserido numa área de bioma de Caatinga.